# Манявський водоспад
Маня́вський водоспа́д — водоспад в Українських Карпатах у масиві Ґорґани, гідрологічна пам'ятка природи загальнодержавного значення. Розташований у межах Івано-Франківського району Івано-Франківської області, на південний захід від села Манява. 
Площа природоохоронної території 1 га. Перебуває у віданні ДП «Солотвинський лісгосп». Мальовничий водоспад над товщею флішових утворень еоцену Скибового покриву Карпат, оточений ялицево-буковими насадженнями.
Водоспад розташований на річці Манявці (притока Бистриці Солотвинської), у мальовничій ущелині, серед стрімких гір. Висота падіння води бл. 20 м. Один з найвищих водоспадів в Українських Карпатах.
Долина річки Манявка біля водоспаду протягом 200 м має форму каньйону з висотою стін до 20 м. Нижче за течією — декілька порогів заввишки до 2 м. 
Мешканці села в давнину називали водоспад «шипот» або «шипіт» через своєрідний шум, який утворює спадна вода, говорячи, що водоспад «шипотить».

## Світлини та відео

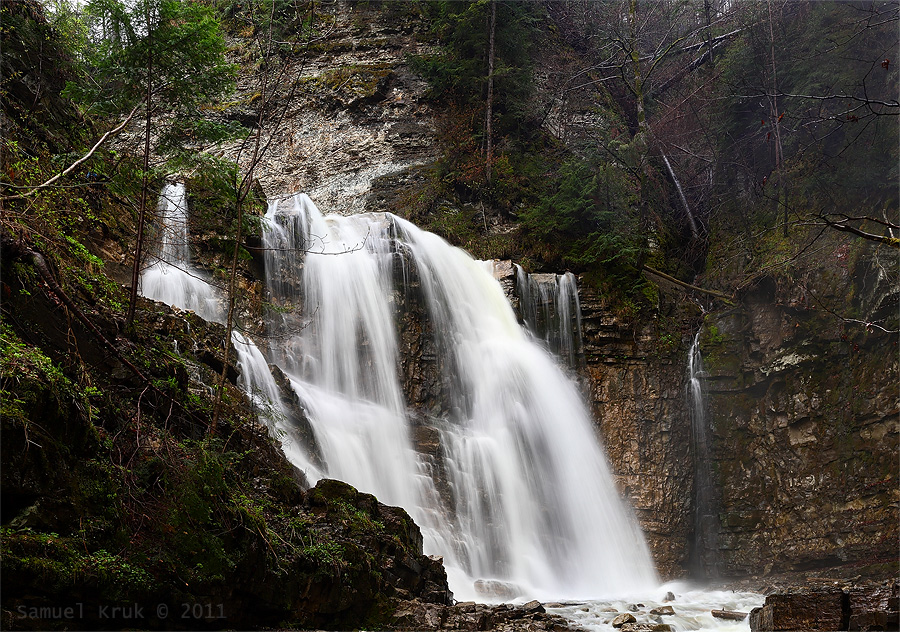
Водоспад у повноводді
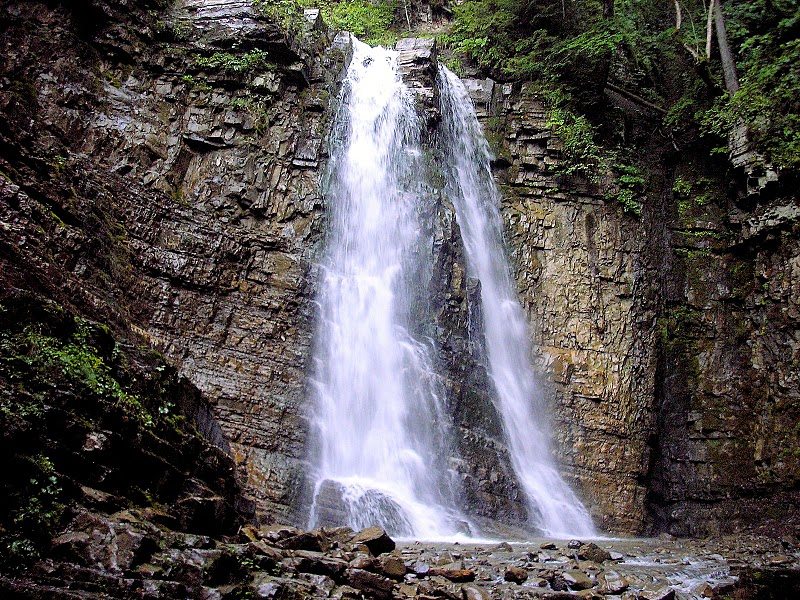
Водоспад влітку
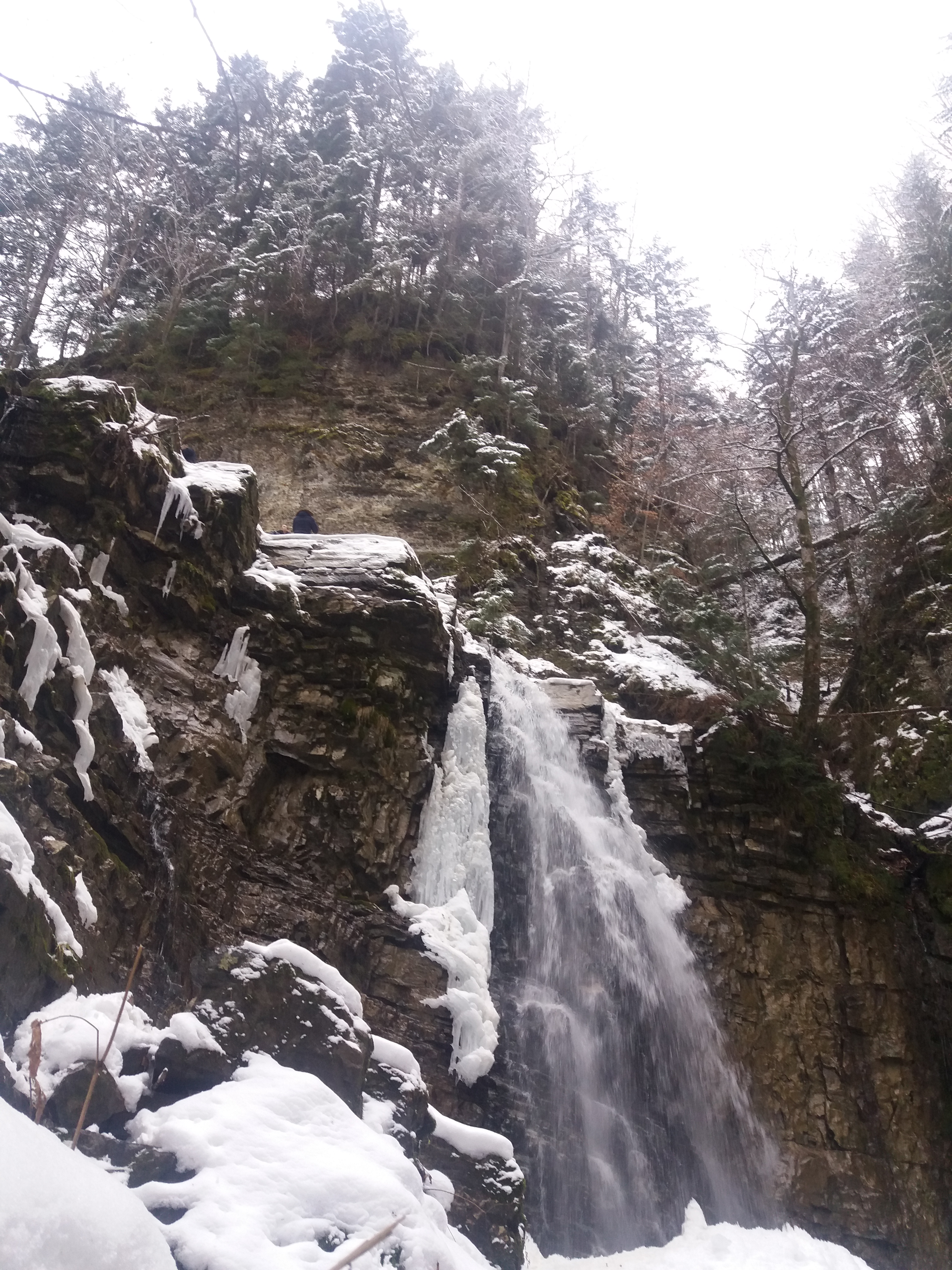
Водоспад взимку
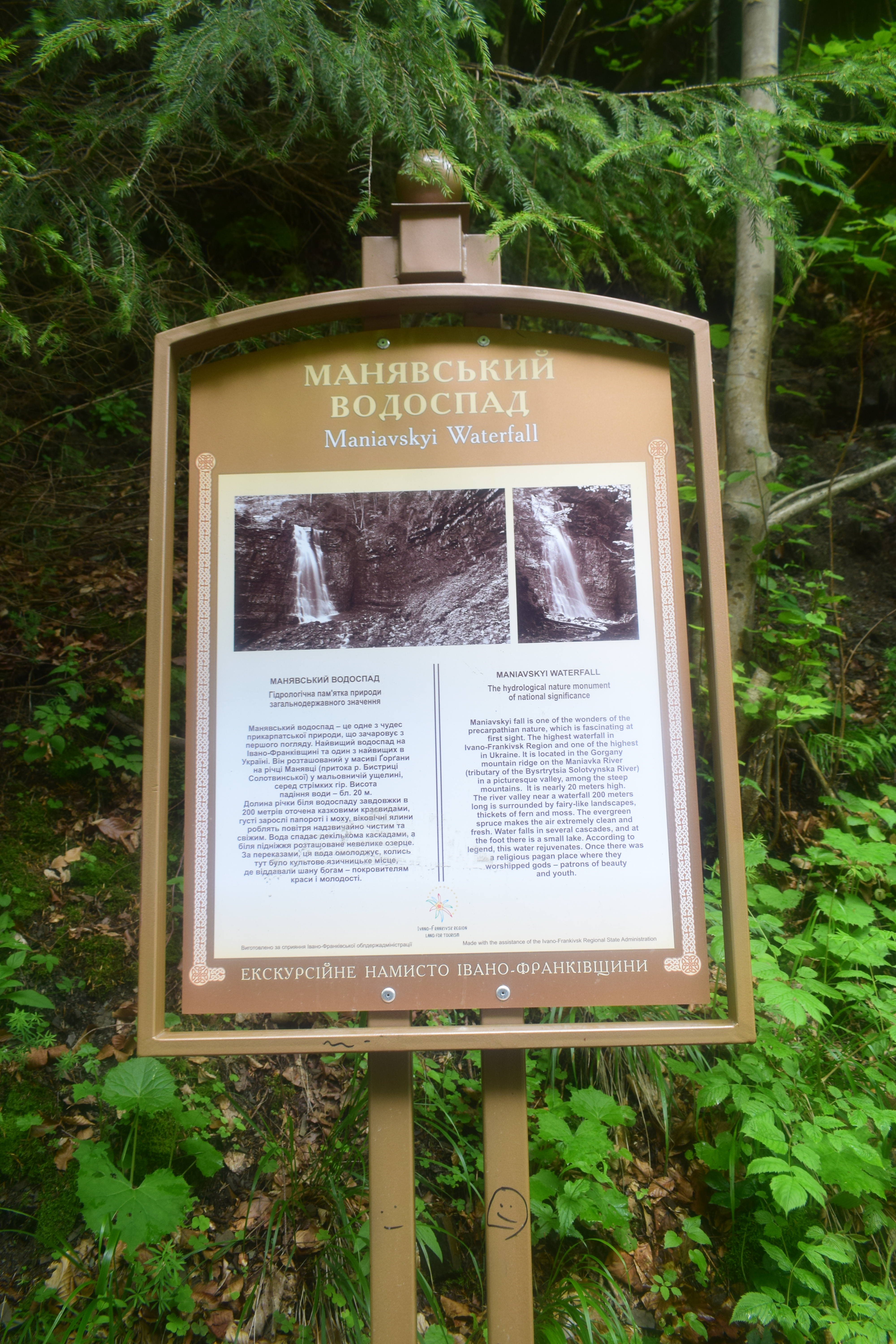
Табличка біля водоспаду
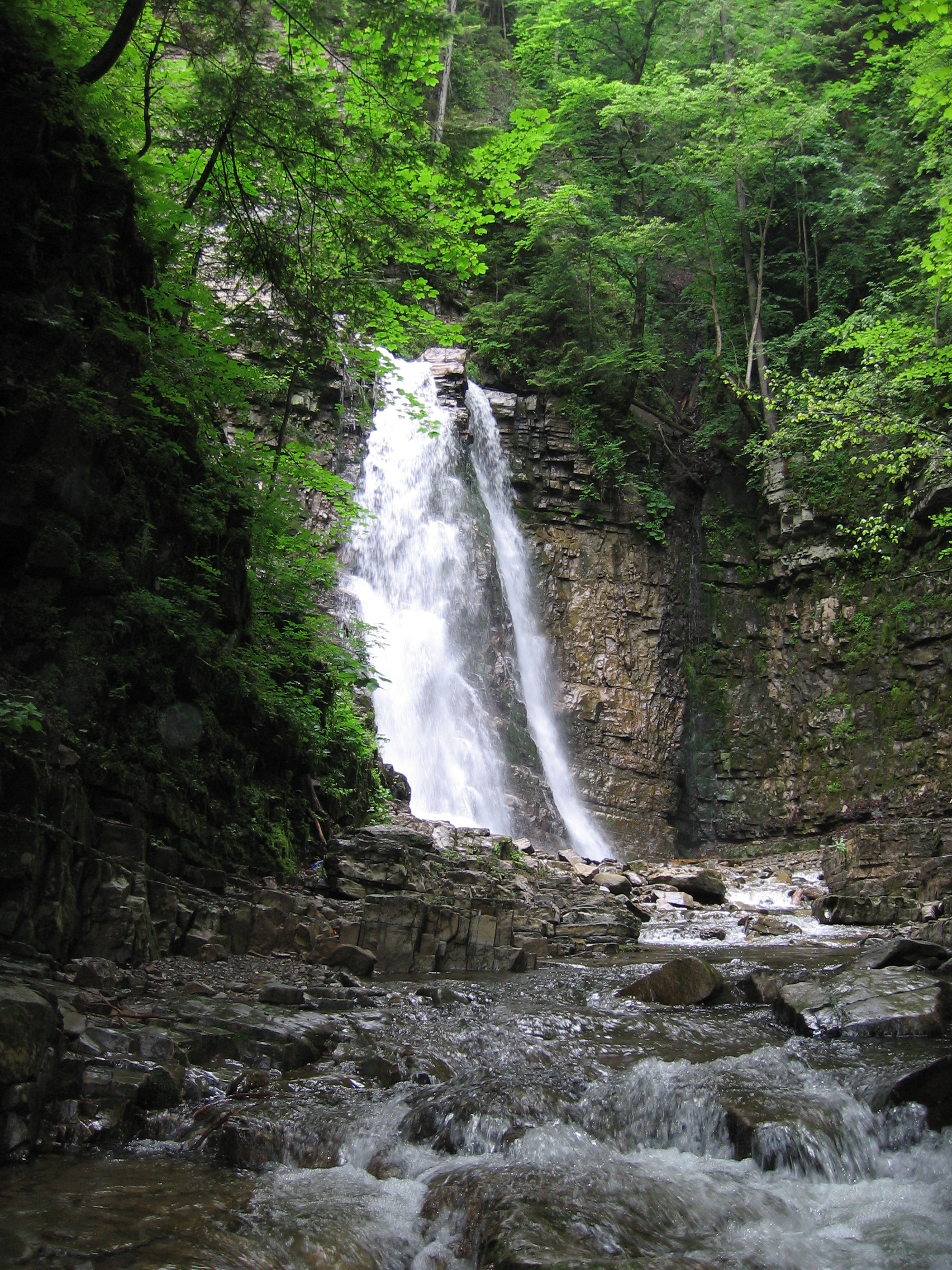
Водоспад здалеку
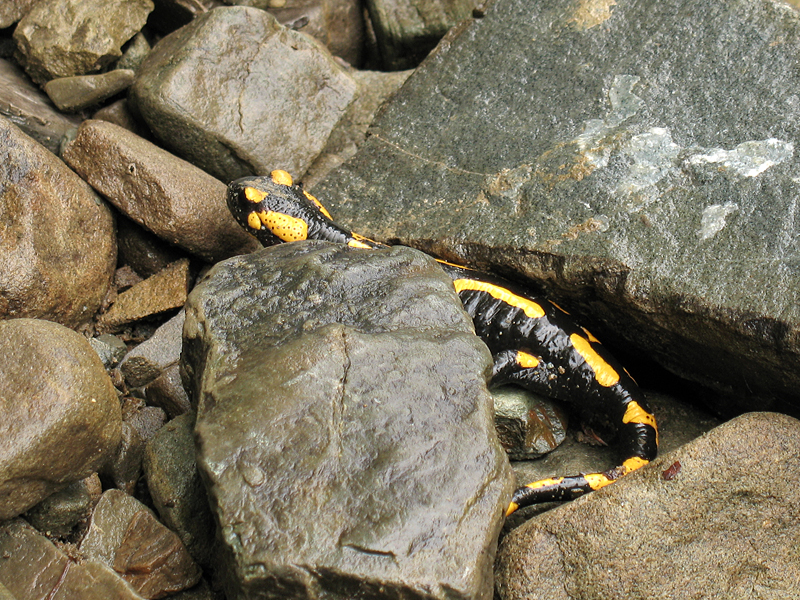
Саламандра біля водоспаду
- Відео водоспаду